# Oleksij Sytsch
Oleksij Mykolajowytsch Sytsch (ukrainisch Олексій Миколайович Сич; * 1. April 2001 in Sorja, Riwne) ist ein ukrainischer Fußballspieler.

## Karriere

### Verein
Nachdem Oleksij Sytsch in den Jugendmannschaften von ROKO-Zorya und UFK Lwiw gespielt hatte, ging er im Sommer 2019 in die U19 von Karpaty Lwiw über. Anfang 2020 wurde er Teil der ersten Mannschaft und debütierte in dieser am 14. März 2020 bei einem 1:1 gegen FK Lwiw in der Abstiegsrunde der Saison 2019/20. Im Oktober 2020 wechselte er zur zweiten Mannschaft von Ruch Lwiw, wurde jedoch direkt an Karpaty Halych verliehen, wo er den Rest des Jahres verbrachte. Ab der Spielzeit 2021/22 gehörte er fest zum Kader der ersten Mannschaft. Für die Saison 2022/23 wurde er nach Belgien zur KV Kortrijk verliehen.

### Nationalmannschaft
Ab März 2021 war er für die ukrainische U21-Nationalmannschaft aktiv. Er bestritt mit seiner Mannschaft die Qualifikation für die U21-Europameisterschaft 2023, welche sie erfolgreich abschloss. Bei der Endrunde war er ein fester Teil des Teams auf dem Platz und erreichte mit seinen Mitspielern das Halbfinale, in dem man mit 1:5 Spanien unterlag.
Im März 2024 debütierte er bei einem Freundschaftsspiel in der U23 und führte seine Mannschaft Kapitän an.